# زراعة الغابات

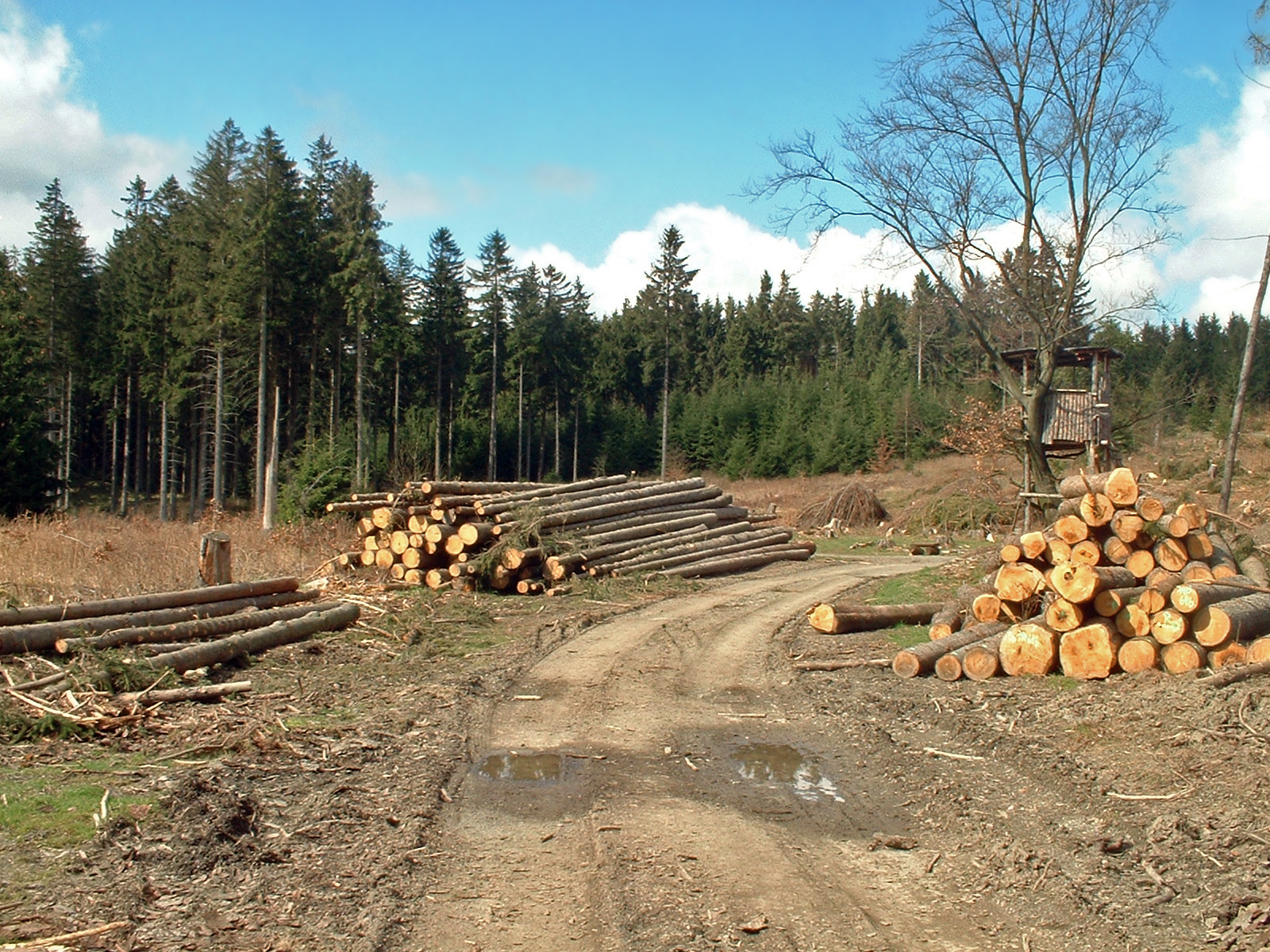
منظر من مرتفعات منطقة هارز في ألمانيا يبرز بعض نتائج زراعة الغابات

زراعة الغابات أو الحِرَاجة هي مجموعة التقنيات التي تسمح باستحداث (أي بالغرس والتشجير) والاستغلال الاقتصادي والاجتماعي العقلاني للغابات وكل ذلك مع رعايتها والحرص على استمراريتها. ويطلق اسم زراعة الغابات المستدامة حين يكون الاستثمار في غابة ما باستغلالها اقتصاديا واجتماعيا مع الأخذ بعين الاعتبار نصيب الأجيال القادمة.

## تجديد الغابات
الحراجة أمر أساس لاستمرار الغابات ولتشجير الأراضي الخالية من الأشجار لزيادة رقعة الغابات. يمكن للغابة أن تتجدد من البذور المزروعة ذاتيًا (التجديد الطبيعي) والتي تسقط من الأشجار أو البذور المزروعة والشتلات المزروعة (التجديد الاصطناعي) التي يجلبها عمال الحراجة. يعتمد أداء الحراجة على إمكانات النمو في تلك الرقعة والدرجة التي تسمح بها بيئتها بالتكاثر. لذلك فإن هناك حاجة إلى البذور في جميع أنماط التجديد، سواء للبذر الطبيعي أوعملية البذار ولرفع مخزون الغرس في المشتل.
التجديد الطبيعي هو وسيلة «للتجديد الطبيعي بمساعدة الإنسان» لإنشاء فئة عمرية للغابات من البذر الطبيعي أو الإنبات في منطقة بعد الحصاد في تلك المنطقة من خلال قطع الانتقاء أو حصاد المأوى (أو شجرة البذور) أو تحضير التربة أو تقييد حجم موقف واضح لتأمين التجدد الطبيعي للأشجار المحيطة.
تتضمن عملية التجديد الطبيعي تجديد الغابات عن طريق البذور المزروعة ذاتيًا، أو مصاصو الجذور، أو تقطيع الأشجار. في الغابات الطبيعية، تعتمد الصنوبريات بالكامل تقريبًا على التجدد من خلال البذور. ومع ذلك، فإن معظم الأوراق العريضة قادرة على التجدد عن طريق ظهور براعم من جذوعها (نواة) وسيقان مكسورة.

## تاريخ
ترجع جذور مفهوم زراعة الغابات إلى الحضارات القديمة وخصوصا الصينيين الذين قاموا بزراعة مساحات شاسعة لتستغل فيما بعد وألفوا فيها مؤلفات. ثم في أوربا حيث أن هنري دو مونصو يعتبر أول من ألف فيها، ولكن في حقيقة الأمر فإن زراعة الغابات المعاصرة ظهرت في بروسيا نتيجة أعمال عالمي الزراعة جورج هارتيغ (1764-1837) وهاينريتش كوتا (1763-1844) حيث أنها أسسا في بروسيا مدراس لزراعة الغابات جذبت العديد من الطلبة وحتى من الخارج، ويعتبر كوتا أول من استعمل كلمة زراعة النباتات: "Sylviculture" وذلك في كتابه: «مقدمة لزراعة الغابات» سنة 1817م، بعد ذلك انتشر مجال زراعة الغابات وكثر دارسوه ومدرسوه وطورت أساليبه وآلياته وتطبيقاته لنرى حصيلة كل ذلك في يومنا هذا.

## الأهداف
غالبا ما تكون أهداف زراعة الغابات تختص بتحصيل مواد سلعية كالخشب، كما تهدف بالتوازي إلى تثبيت التربة ومكافحة التعرية والانجراف، واستمرار السكان الأصليين في أراضيهم بتحسين بيئتهم، كما تهدف إلى توفير غذاء للحيوانات وتحسين المنظر العام للمناطق وخلق أماكن ترفيهية.